# Ricardo Pereira
Ricardo Pereira, właśc. Ricardo Domingos Barbosa Pereira (wym. [ʁiˈkaɾdu peˈɾɛjrɐ], ur. 6 października 1993 w Lizbonie) – portugalski piłkarz pochodzący z Wysp Zielonego Przylądka i występujący na pozycji obrońcy w angielskim klubie Leicester City oraz w reprezentacji Portugalii.

## Kariera klubowa
Ricardo treningi piłkarskie rozpoczynał w klubie Futebol Benfica, skąd w 2004 roku trafił do Sportingu CP. W zespole tym spędził sześć sezonów, awansują aż do zespołu do lat 17. W 2005 roku wywalczył wraz z drużyną mistrzostwo Portugalii do lat 14. W sezonie 2010/11 był młodzieżowcem Naval, a następnie przeszedł do Vitórii Guimarães.
W klubie z Guimarães Pereira początkowo występował w drużynie do lat 19, natomiast w lutym 2012 roku po raz pierwszy znalazł się na ławce rezerwowych podczas meczu pierwszego zespołu. Debiut w Primeira Liga zaliczył ostatecznie 1 kwietnia tego samego roku, kiedy to Vitória podejmowała FC Paços de Ferreira. W kolejnym sezonie był już podstawowym zawodnikiem swojej drużyny – wystąpił w 27 meczach ligowych, 3 spotkaniach Pucharu Ligi oraz 6 Pucharu Portugalii. W tych ostatnich rozgrywkach strzelił jedyne dwie bramki w pierwszym spotkaniu półfinałowym z Belenses, a także zwycięską bramkę w finale z Benficą, dzięki czemu został wybrany graczem meczu.
Jeszcze w kwietniu 2013 roku, przed zakończeniem rozgrywek, prezes Vitórii potwierdził, że zarówno Ricardo Pereira, jak i Tiago Rodrigues od nowego sezonu będą zawodnikami FC Porto. W 2015 roku Pereira został wypożyczony do OGC Nice.

## Kariera reprezentacyjna
W październiku 2012 roku Pereira po raz pierwszy wystąpił w reprezentacji do lat 20. Na przełomie maja i czerwcu 2013 roku uczestniczył wraz z nią w Turnieju w Tulonie. Kilka dni później otrzymał powołanie na młodzieżowe Mistrzostwa Świata w Turcji.